# Japans Grand Prix 2024
Japans Grand Prix 2024, officiellt Formula 1 MSC Cruises Japanese Grand Prix 2024, var ett Formel 1-lopp som kördes den 7 april 2024 på Suzuka Circuit i Suzuka i Japan. Loppet var det fjärde loppet ingående i Formel 1-säsongen 2024 och kördes över 53 varv.

## Ställning i mästerskapet före loppet
| Pos. | Förare            | Poäng |
| ---- | ----------------- | ----- |
| 1 ▬  | Max Verstappen    | 51    |
| 2 ▬  | Charles Leclerc   | 47    |
| 3 ▬  | Sergio Pérez      | 46    |
| 4 ▬  | Carlos Sainz, Jr. | 40    |
| 5 ▬  | Oscar Piastri     | 28    |

| Pos. | Konstruktör           | Poäng |
| ---- | --------------------- | ----- |
| 1 ▬  | Red Bull              | 97    |
| 2 ▬  | Ferrari               | 93    |
| 3 ▬  | McLaren-Mercedes      | 55    |
| 4 ▬  | Mercedes              | 26    |
| 5 ▬  | Aston Martin-Mercedes | 25    |

- Notering: Endast de fem bästa placeringarna i vardera mästerskap finns med på listorna.

## Kvalet
| Pos.                    | Nr. | Förare           | Konstruktör                  | Kvaltider | Kvaltider | Kvaltider | Start- grid |
| Pos.                    | Nr. | Förare           | Konstruktör                  | Q1        | Q2        | Q3        | Start- grid |
| ----------------------- | --- | ---------------- | ---------------------------- | --------- | --------- | --------- | ----------- |
| 1                       | 1   | Max Verstappen   | Red Bull Racing-Honda RBPT   | 1:28.866  | 1:28.740  | 1:28.197  | 1           |
| 2                       | 11  | Sergio Pérez     | Red Bull Racing-Honda RBPT   | 1:29.303  | 1:28.752  | 1:28.263  | 2           |
| 3                       | 4   | Lando Norris     | McLaren-Mercedes             | 1:29.536  | 1:28.940  | 1:28.489  | 3           |
| 4                       | 55  | Carlos Sainz Jr. | Ferrari                      | 1:29.513  | 1:29.099  | 1:28.682  | 4           |
| 5                       | 14  | Fernando Alonso  | Aston Martin Aramco-Mercedes | 1:29.254  | 1:29.082  | 1:28.686  | 5           |
| 6                       | 81  | Oscar Piastri    | McLaren-Mercedes             | 1:29.425  | 1:29.148  | 1:28.760  | 6           |
| 7                       | 44  | Lewis Hamilton   | Mercedes                     | 1:29.661  | 1:28.887  | 1:28.766  | 7           |
| 8                       | 16  | Charles Leclerc  | Ferrari                      | 1:29.338  | 1:29.196  | 1:28.786  | 8           |
| 9                       | 63  | George Russell   | Mercedes                     | 1:29.799  | 1:29.140  | 1:29.008  | 9           |
| 10                      | 22  | Yuki Tsunoda     | RB-Honda RBPT                | 1:29.775  | 1:29.417  | 1:29.413  | 10          |
| 11                      | 3   | Daniel Ricciardo | RB-Honda RBPT                | 1:29.727  | 1:29.472  | N/A       | 11          |
| 12                      | 27  | Nico Hülkenberg  | Haas-Ferrari                 | 1:29.821  | 1:29.494  | N/A       | 12          |
| 13                      | 77  | Valtteri Bottas  | Kick Sauber-Ferrari          | 1:29.602  | 1:29.593  | N/A       | 13          |
| 14                      | 23  | Alexander Albon  | Williams-Mercedes            | 1:29.963  | 1:29.714  | N/A       | 14          |
| 15                      | 31  | Esteban Ocon     | Alpine-Renault               | 1:29.811  | 1:29.816  | N/A       | 15          |
| 16                      | 18  | Lance Stroll     | Aston Martin Aramco-Mercedes | 1:30.024  | N/A       | N/A       | 16          |
| 17                      | 10  | Pierre Gasly     | Alpine-Renault               | 1:30.119  | N/A       | N/A       | 17          |
| 18                      | 20  | Kevin Magnussen  | Haas-Ferrari                 | 1:30.131  | N/A       | N/A       | 18          |
| 19                      | 2   | Logan Sargeant   | Williams-Mercedes            | 1:30.139  | N/A       | N/A       | 19          |
| 20                      | 24  | Zhou Guanyu      | Kick Sauber-Ferrari          | 1:30.143  | N/A       | N/A       | 20          |
| 107 %-gränsen: 1:35.087 |     |                  |                              |           |           |           |             |
| Källor:                 |     |                  |                              |           |           |           |             |

## Loppet
Loppet kördes den 7 april 2024 klockan 14:00 lokal tid (UTC+9) över 53 varv. Max Verstappen vann loppet samt tog snabbaste varv och utökade sin ledning i förarmästerskapet. Sergio Pérez klev upp på andraplats i förarmästerskapet och Red Bull utökade sin ledning i konstruktörsmästerskapet.
| Pos.                                                             | Nr. | Förare           | Konstruktör                  | Varv | Tid/Bröt    | Placering | Poäng |
| ---------------------------------------------------------------- | --- | ---------------- | ---------------------------- | ---- | ----------- | --------- | ----- |
| 1                                                                | 1   | Max Verstappen   | Red Bull Racing-Honda RBPT   | 53   | 1:54:23.566 | 1         | 261   |
| 2                                                                | 11  | Sergio Pérez     | Red Bull Racing-Honda RBPT   | 53   | +12.535     | 2         | 18    |
| 3                                                                | 55  | Carlos Sainz Jr. | Ferrari                      | 53   | +20.866     | 4         | 15    |
| 4                                                                | 16  | Charles Leclerc  | Ferrari                      | 53   | +26.552     | 8         | 12    |
| 5                                                                | 4   | Lando Norris     | McLaren-Mercedes             | 53   | +29.700     | 3         | 10    |
| 6                                                                | 14  | Fernando Alonso  | Aston Martin Aramco-Mercedes | 53   | +44.272     | 5         | 8     |
| 7                                                                | 63  | George Russell   | Mercedes                     | 53   | +45.951     | 9         | 6     |
| 8                                                                | 81  | Oscar Piastri    | McLaren-Mercedes             | 53   | +47.525     | 6         | 4     |
| 9                                                                | 44  | Lewis Hamilton   | Mercedes                     | 53   | +58.626     | 7         | 2     |
| 10                                                               | 22  | Yuki Tsunoda     | RB-Honda RBPT                | 52   | +1 varv     | 10        | 1     |
| 11                                                               | 27  | Nico Hülkenberg  | Haas-Ferrari                 | 52   | +1 varv     | 12        |       |
| 12                                                               | 18  | Lance Stroll     | Aston Martin Aramco-Mercedes | 52   | +1 varv     | 16        |       |
| 13                                                               | 20  | Kevin Magnussen  | Haas-Ferrari                 | 52   | +1 varv     | 18        |       |
| 14                                                               | 77  | Valtteri Bottas  | Kick Sauber-Ferrari          | 52   | +1 varv     | 13        |       |
| 15                                                               | 31  | Esteban Ocon     | Alpine-Renault               | 52   | +1 varv     | 15        |       |
| 16                                                               | 10  | Pierre Gasly     | Alpine-Renault               | 52   | +1 varv     | 17        |       |
| 17                                                               | 2   | Logan Sargeant   | Williams-Mercedes            | 52   | +1 varv     | 19        |       |
| Ret                                                              | 24  | Zhou Guanyu      | Kick Sauber-Ferrari          | 12   | Växellåda   | 20        |       |
| Ret                                                              | 3   | Daniel Ricciardo | RB-Honda RBPT                | 0    | Kollision   | 11        |       |
| Ret                                                              | 23  | Alexander Albon  | Williams-Mercedes            | 0    | Kollision   | 14        |       |
| Snabbaste varvet: Max Verstappen (Red Bull) – 1:33.706 (varv 50) |     |                  |                              |      |             |           |       |
| Källor:                                                          |     |                  |                              |      |             |           |       |

Noter
- ^1  – Inkluderar en poäng för snabbaste varv.[7]

## Ställning i mästerskapet efter loppet
| Pos.  | Förare            | Poäng |
| ----- | ----------------- | ----- |
| 1 ▬   | Max Verstappen    | 77    |
| 2 ▲ 1 | Sergio Pérez      | 64    |
| 3 ▼ 1 | Charles Leclerc   | 59    |
| 4 ▬   | Carlos Sainz, Jr. | 55    |
| 5 ▲ 1 | Lando Norris      | 37    |

| Pos. | Konstruktör           | Poäng |
| ---- | --------------------- | ----- |
| 1 ▬  | Red Bull              | 141   |
| 2 ▬  | Ferrari               | 114   |
| 3 ▬  | McLaren-Mercedes      | 69    |
| 4 ▬  | Mercedes              | 34    |
| 5 ▬  | Aston Martin-Mercedes | 33    |

- Notering: Endast de fem bästa placeringarna i vardera mästerskap finns med på listorna.